# Parkers Settlement
Parkers Settlement – jednostka osadnicza w Stanach Zjednoczonych, w stanie Indiana, w hrabstwie Posey.